# Saint-Martinville
Saint-Martinville est le chef-lieu de la paroisse de Saint-Martin, en Louisiane (États-Unis). Peuplée de 6 989 habitants, la ville, située au cœur de la région Acadiane, est considérée comme le centre de la culture cadienne. Elle est nommée ainsi en l'honneur de Martin de Tours.

## Histoire
Au XVIe siècle, la région était occupée par différentes tribus du peuple amérindien des Atakapas. Les Européens arrivèrent en 1699, après la fondation de la Louisiane. Une nouvelle implantation française du nom de Poste des Atakapas se forma alors au bord du Bayou Teche. Parmi les premiers colons, certains arrivèrent directement de France, alors que d'autres venaient des divers établissements français de Louisiane, comme La Mobile.
Un second groupe de colons européens mené par Joseph Brossard (dit Beausoleil) arriva en 1765. Il s'agit des Acadiens, rescapés du nettoyage ethnique entrepris par les Britanniques dans l'actuelle province canadienne de Nouvelle-Écosse (connue à l'époque sous le nom d'Acadie). Ils furent accueillis par Jean-Jacques Blaise d'Abbadie, gouverneur de Louisiane.
Le recensement du 25 avril 1766 dénombra 409 habitants, dont 150 au Poste des Atakapas.
En 1768-1769, 15 familles originaires de Saint-Domingue et de Paris arrivèrent via la Pointe Coupée.
Après que Napoléon Bonaparte eut vendu la Louisiane en 1803, le territoire des Atakapas fut réorganisé avec la création de la Paroisse civile de Saint-Martin en 1807. Le Poste des Atakapas prit alors le nom de Saint-Martinville.

## Personnalités
- Jefferson J. DeBlanc (1921-2007) as de la Seconde Guerre mondiale, récipiendaire de la Medal of Honor.
- Early Doucet (La Nouvelle-Ibérie, 1985 - ) joueur de football dans la NFL.
- Paul Hardy (Saint-Martinville, 1942 - ) avocat et homme politique, lieutenant-gouverneur de la Louisiane.
- Darrel Mitchell (La Nouvelle-Ibérie, 1984 - ), joueur de basketball.
- Garland Jean-Batiste, joueur de football dans la NFL.
- Calvin Borel (Saint-Martinville, 1954 - ) jockey, gagnant de deux Derbys du Kentucky

## Architecture et monuments

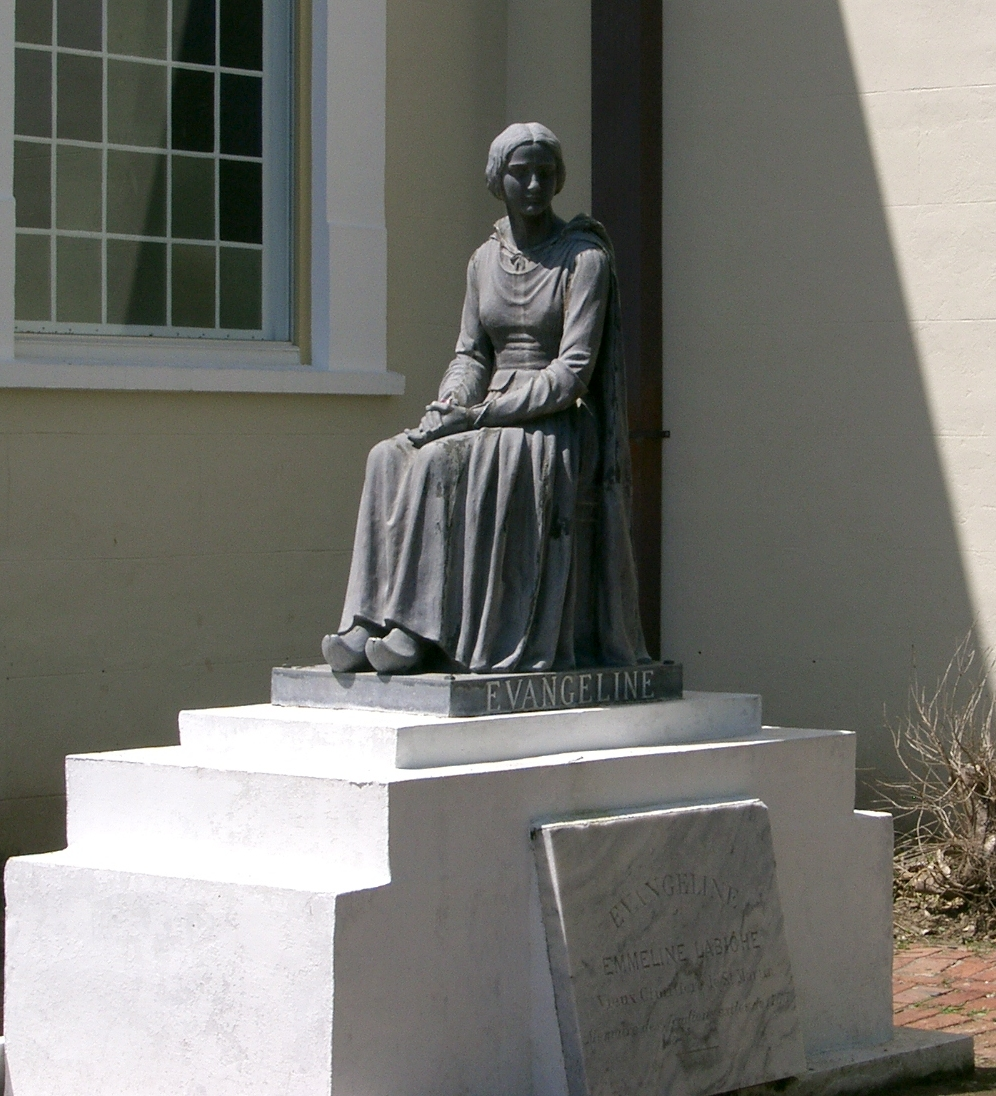
Statue d'Evangeline à Saint Martinville

- Saint-Martinville abrite le Monument Acadien.
- Pierre Olivier Duclosel de Vesin, riche planteur français de Louisiane, fit construire en 1815 la "maison Olivier"[1], dans la ville de Saint-Martinville, aujourd'hui classée site historique d'État de Longfellow Evangeline. Le parc de la maison héberge le chêne qui a inspiré le poète américain Henry Longfellow, pour son roman Evangéline, en dessous duquel les deux héros, Evangéline et Gabriel, se sont retrouvés[2].

## Jumelages
- Bouctouche (Canada)
- Gorée (Sénégal)